# JŽ-Baureihe 664
Die jugoslawische Baureihe 664 der Jugoslovenske Železnice (JŽ) ist eine Baureihe dieselelektrischer Lokomotiven für den schweren Güterzugdienst, welche die konstruktiv verschiedenen Unterbaureihen 664.0 und 664.1 umfasst.
Die 1973 und 1980 bei General Motors Electro-Motive Division (EMD) im kanadischen London in 64 Exemplaren gebaute 664.0, auch unter den Namen James und Ličanka bekannt, entspricht dem Modell G26CW und kam mit dem Zerfall Jugoslawiens als Baureihe 2062 zu den Hrvatske željeznice (HŽ) nach Kroatien und als Baureihe 664 zu den Železnice Srbije (ŽS) nach Serbien.
Die 1984 und 1985 in Lizenz bei Đuro Đaković im jugoslawischen Slavonski Brod in 20 Exemplaren gebaute 664.1, auch unter dem Namen Regan bekannt, entspricht dem Modell G26HW-2 und wurde mit dem Zerfall Jugoslawiens als Baureihe 664 von den Slovenske železnice (SŽ) in Slowenien übernommen.
In den Jahren 2002 und 2003 wurden 20 Lokomotiven der HŽ-Baureihe 2062 bei Tvornica željezničkih vozila Gredelj (TŽV Gredelj) im kroatischen Zagreb modernisiert und infolgedessen als Unterbaureihe 2062.1 klassifiziert, die auch unter dem Namen Turnerica bekannt ist. Für das US-amerikanische Unternehmen National Railway Equipment (NRE) wurden 2019 bei TŽV Gredelj 3 Lokomotiven der Baureihe 2062 zur Unterbaureihe 2062.2 und im Jahr 2023 weitere 2 aus dem Bestand der Israel Railways (RI) übernommene Fahrzeuge zur Unterbaureihe 2062.3 umgebaut.

## Geschichte

### JŽ-Baureihe 664.0
Da sich die ab 1960 nach Jugoslawien gelieferten und als Baureihe 661 bezeichneten dieselelektrischen Lokomotiven des Typs G16 des US-amerikanischen Herstellers General Motors Electro-Motive Division (EMD) als robust und zuverlässig erwiesen hatten und weiterhin Bedarf an neuen Güterzuglokomotiven bestand, sahen die Jugoslovenske Železnice (JŽ) die Beschaffung weiterer Diesellokomotiven von EMD vor. Voraussetzungen dafür waren eine höhere Leistung sowie eine niedrigere Achslast im Vergleich zur G16. Der ab 1969 bei EMD gebaute und speziell für den Export bestimmte Lokomotivtyp G26 konnte diesen Ansprüchen gerecht werden. Zahlreiche Lokomotiven verschiedener Ausführungen des Typs G26 entstanden für Ägypten, Brasilien, Hongkong, Indonesien, Israel, Marokko, Südkorea, Tunesien und die Türkei. In Australien baute Clyde Engineering in Lizenz die auf der G26 basierende Klasse X für die Victorian Railways sowie die Klasse 2100 für die Queensland Rail.
Die JŽ bestellten in zwei Serien Fahrzeuge des Typs G26CW, die im kanadischen London im Werk der Diesel Division of General Motors of Canada, einer Tochtergesellschaft von General Motors of Canada, hergestellt wurden. Die erste Serie von 58 Lokomotiven wurde von Mai bis August 1973 ausgeliefert, als 664-001 bis 664-058 nummeriert und dem Železničko Transportno Preduzeće Zagreb (ŽTP Zagreb) zugewiesen. Die zweite, im April 1980 ausgelieferte Serie von 6 Fahrzeugen mit den Nummern 664-059 bis 664-064 wurde dem ŽTP Beograd unterstellt. Die JŽ verwendeten die Lokomotiven der Baureihe 664 zunächst vorwiegend im Güterverkehr auf Hauptbahnen, jedoch aufgrund ihrer niedrigen Achslasten auch auf Nebenbahnen mit schwachem Oberbau. Im Zusammenhang mit dem Einsatz auf der Lika-Bahn erhielt die Baureihe 664.0 den Spitznamen Ličanka. Die Herkunft aus den Vereinigten Staaten führte zum alternativen Spitznamen James. Ab 1985 rüstete Tvornica željezničkih vozila Gredelj (TŽV Gredelj) in Zagreb die Fahrzeuge für den Einsatz im Reisezugdienst nachträglich mit in der Uljanik-Werft in Pula hergestellten elektrischen Heizgeneratoren aus, womit sich neue Einsatzmöglichkeiten ergaben.
Mit dem Zerfall Jugoslawiens ging die erste, ursprünglich dem ŽTP Zagreb zugeteilte und als 664-001 bis 664-058 nummerierte Serie von 58 Maschinen 1991 in den Bestand der neu gegründeten Hrvatske željeznice (HŽ) über und verblieb daher in Kroatien. Im Jahr 1993 wurden die Fahrzeuge der HŽ in die Baureihe 2062 umbezeichnet und mit neu vergebenen Ordnungsnummern als 2062 001 bis 2062 058 nummeriert. Die 3 Lokomotiven mit den Nummern 2062 052, 2062 057 und 2062 058 wurden nach Serbien abgegeben. Die 664-001 erhielt 1991 zu Beginn des Kroatienkrieges in der in Split ansässigen Brodosplit-Werft eine kriegstaugliche Panzerung und wurde damit Teil des Panzerzuges HOV Split I. Allein die Panzerung der Lokomotive besaß eine Masse von rund 30 t. Abgesehen von einer Probefahrt zu Beginn des Jahres 1992 war der Zug aufgrund seiner überhöhten Achslasten nie im Einsatz. Nach Kriegsende blieb die Lokomotive bei den HŽ als 2062 045 zusammen mit den beiden gepanzerten Wagen erhalten, ging später in den Bestand des Kroatischen Eisenbahnmuseums über und steht seit 2015 als Denkmal auf einem Nebengleis des Bahnhofs Split Predgrađe. Die 664-013 bekam 1991 in Knin ebenfalls eine Panzerung und wurde so Teil des unter anderem in den Regionen Dalmatien und Lika sowie bei der Belagerung von Bihać durch die SVK eingesetzten Panzerzuges Kraiina ekspres. Mit der späteren Übernahme durch die HŽ erhielt sie die Nummer 2062 055 und kehrte nach der Entfernung der Panzerung wieder in den zivilen Eisenbahnbetrieb zurück. Bei den HŽ wurde die Baureihe 2062 vorwiegend auf den nicht elektrifizierten kroatischen Hauptbahnen Ogulin–Knin–Split, Knin–Zadar und Perković–Šibenik eingesetzt.
Die zweite, ursprünglich dem ŽTP Beograd zugewiesene und als 664-059 bis 664-064 nummerierte Serie von 6 Lokomotiven übernahmen im Jahr 2004 die Železnice Srbije (ŽS) in Serbien als Baureihe 664, wobei die Nummerierung der JŽ beibehalten wurde. Zudem bekamen die ŽS, wie bereits im vorherigen Abschnitt erwähnt, zusätzlich 3 Fahrzeuge der ersten Serie aus Kroatien. Die 664-062 aus der zweiten Serie verblieb hingegen im Kosovo.
Im Jahr 2001 kamen 20 Maschinen der HŽ-Baureihe 2062 zu TŽV Gredelj, wo in Zusammenarbeit mit dem britischen Unternehmen Turner Rail Services und EMD, dem US-amerikanischen Hersteller der Lokomotiven, umfangreiche Modernisierungsarbeiten durchgeführt wurden. Die zwischen Juni 2002 und Mai 2003 abgeschlossene Modernisierung umfasste im Wesentlichen den Einbau elektrisch angetriebener Kühlerlüfter, eines externen Anschlusses zum Laden der Starterbatterien, einer elektronisch gesteuerten Schleuderschutzeinrichtung und weiterer elektronischer Steuerungstechnik sowie eines geringfügig nach vorn verlängerten Führerstandes mit einer Heizung, einer Klimaanlage, neuen Führertischen und neuen Sitzen. Dieselmotor, Hauptgenerator, Heizgenerator und Fahrmotoren blieben dabei weitgehend unverändert. Am hinteren Ende des Fahrzeugs wurde zudem der über die Puffer hinausragende und durch Geländer geschützte Übergang entfernt. Mit der Modernisierung erhielten die Lokomotiven die Baureihenbezeichnung 2062.1 zur Abgrenzung von der weitgehend ursprünglichen 2062.0, wurden als 2062 101 bis 2062 120 nummeriert und in Split beheimatet. Aufgrund der Beteiligung von Turner Rail Services erhielten die modernisierten Fahrzeuge den Spitznamen Turnerica.
Nach der Inbetriebnahme der modernisierten 2062.1 wurden bei den HŽ zwischen 2004 und 2011 insgesamt 14 Maschinen der Baureihe 2062.0 ausgemustert, an das US-amerikanische Unternehmen National Railway Equipment (NRE) verkauft und von diesem teilweise nach Instandsetzungs- und Umbauarbeiten bei TŽV Gredelj an Unidad de Gestión Operativa Ferroviaria de Emergencia (UGOFE) und Ferrosur Roca nach Argentinien sowie an Vale Moçambique nach Mosambik weiterverkauft. Die Fahrzeuge 2062 004, 2062 050 und 2062 053 von NRE wurden 2019 bei TŽV Gredelj modernisiert und anschließend als 2062 201 bis 2062 203 an Rail Cargo Carrier Croatia (RCC), eine Tochtergesellschaft der Österreichischen Bundesbahnen (ÖBB), vermietet. Zwei weitere 2023 modernisierte und seitdem von NRE an RCC vermietete Lokomotiven des Typs G26CW mit den Nummern 2062 301 und 2062 302 stammen ursprünglich aus dem Bestand der Israel Railways (RI), für die sie in den Jahren 1971 und 1974 als 601 und 603 gebaut wurden. Obwohl die vormals israelischen Maschinen technisch weitgehend mit der JŽ-Baureihe 664.0 übereinstimmen, besitzen nur sie eine Widerstandsbremse.
Bis 2012 wurden 40 Lokomotiven der Baureihen 2062.0 und 2062.1 bei HŽ Vuča vlakova im Personen- und Güterverkehr eingesetzt. Mit der Auflösung des Unternehmens kamen die Fahrzeuge zu HŽ Cargo, wo sie ausschließlich Güterzüge befördern. Viele der bis dahin in Split beheimateten Maschinen der Baureihe 2062.0 wurden nun den Bahnbetriebswerken Zagreb, Varaždin und Vinkovci zugeteilt, wo sie die Lokomotiven der Baureihe 2044 im Güterverkehr ablösten, und verkehren deshalb seitdem in ganz Kroatien. Die 20 Lokomotiven der Baureihe 2062.1 sind dagegen weiterhin vollständig dem Standort Split zugeteilt, weshalb sich ihr Einsatzgebiet hauptsächlich auf die Strecken Ogulin–Knin–Split und Perković–Šibenik konzentriert. Heute sind bei HŽ Cargo weniger als 20 Fahrzeuge der gesamten Baureihe 2062 betriebsfähig.

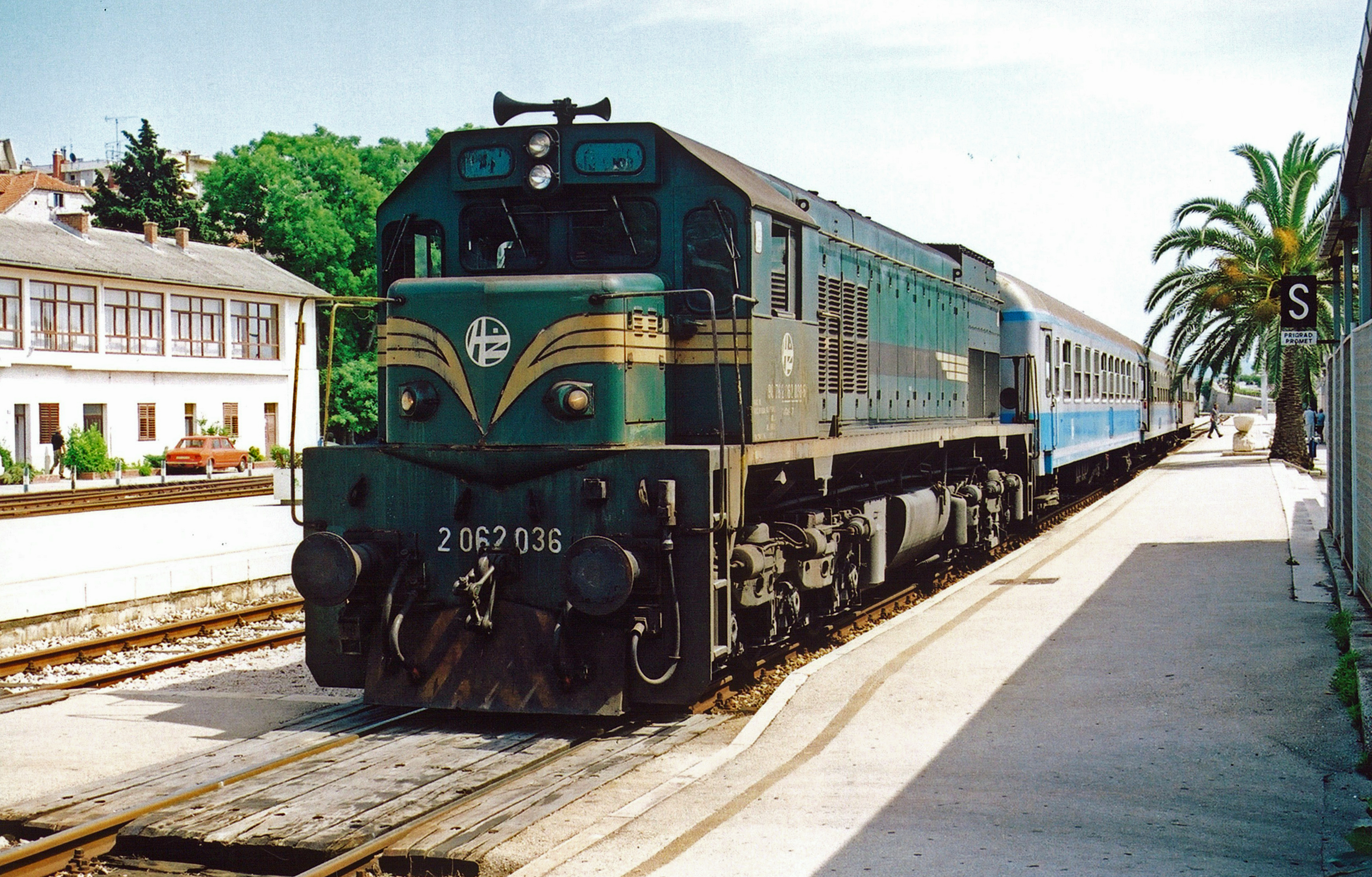
2062 036 in Split (Juni 2002)
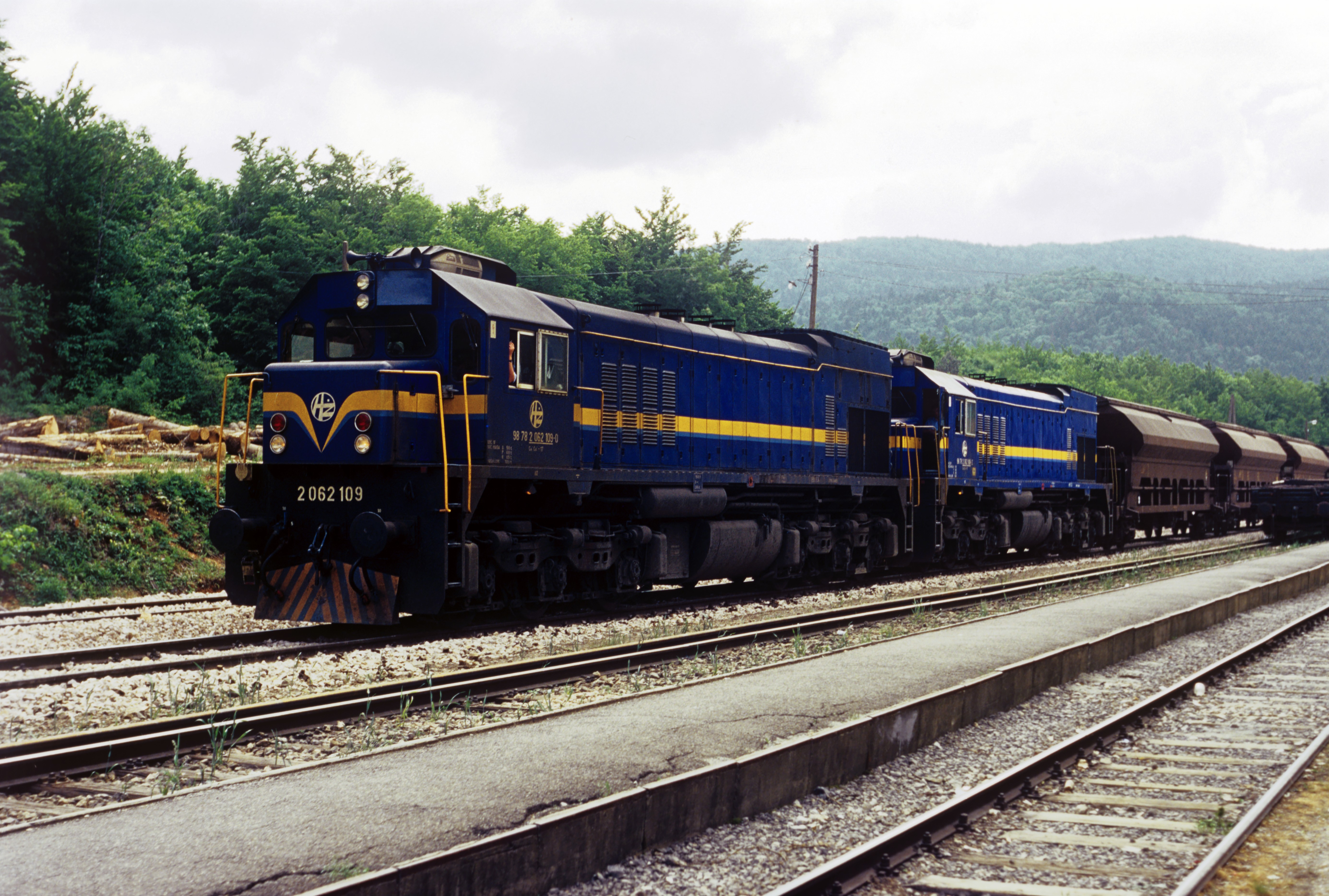
2062 109 in Ličko Lešće (Mai 2003)
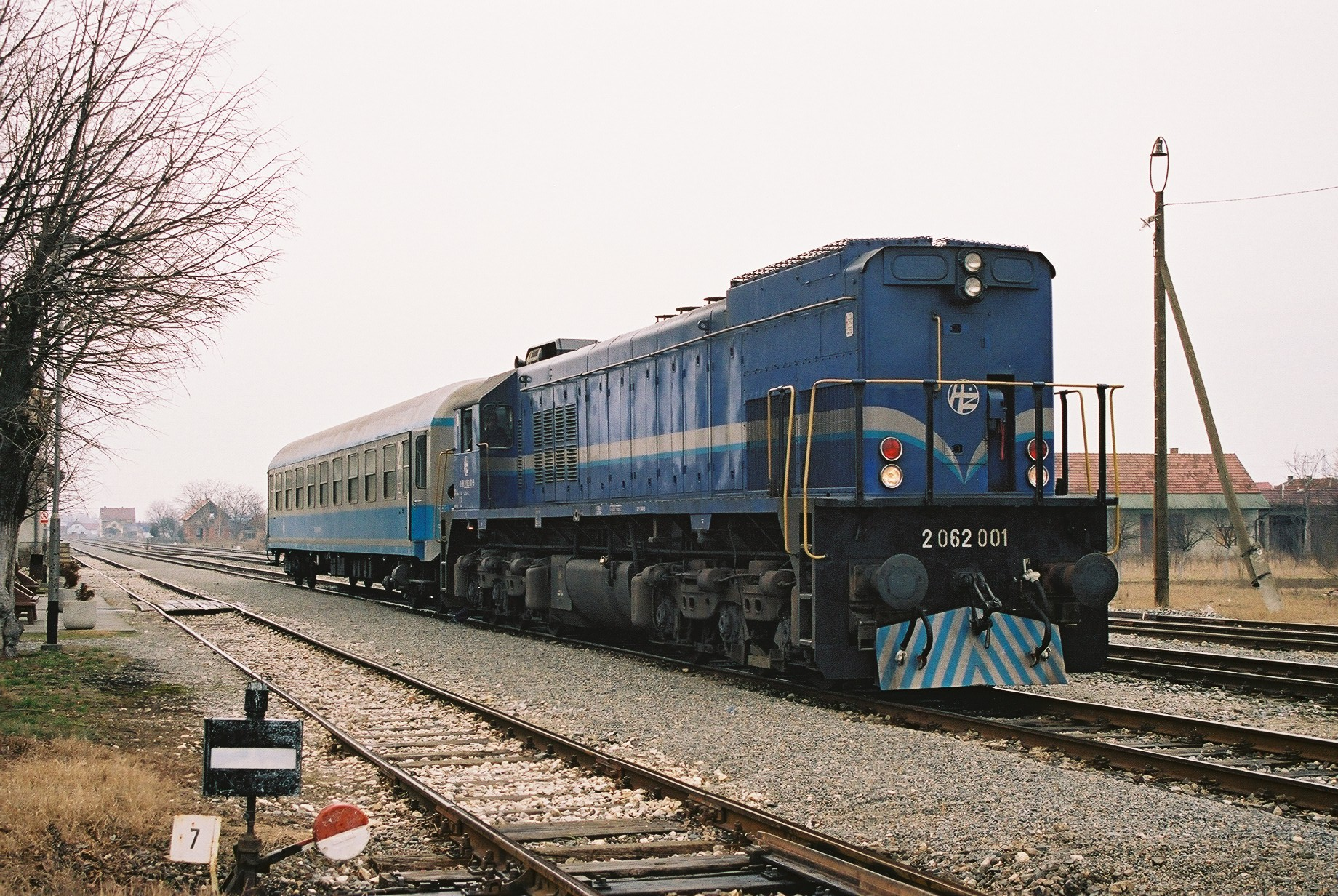
2062 001 in Županja (Februar 2004)
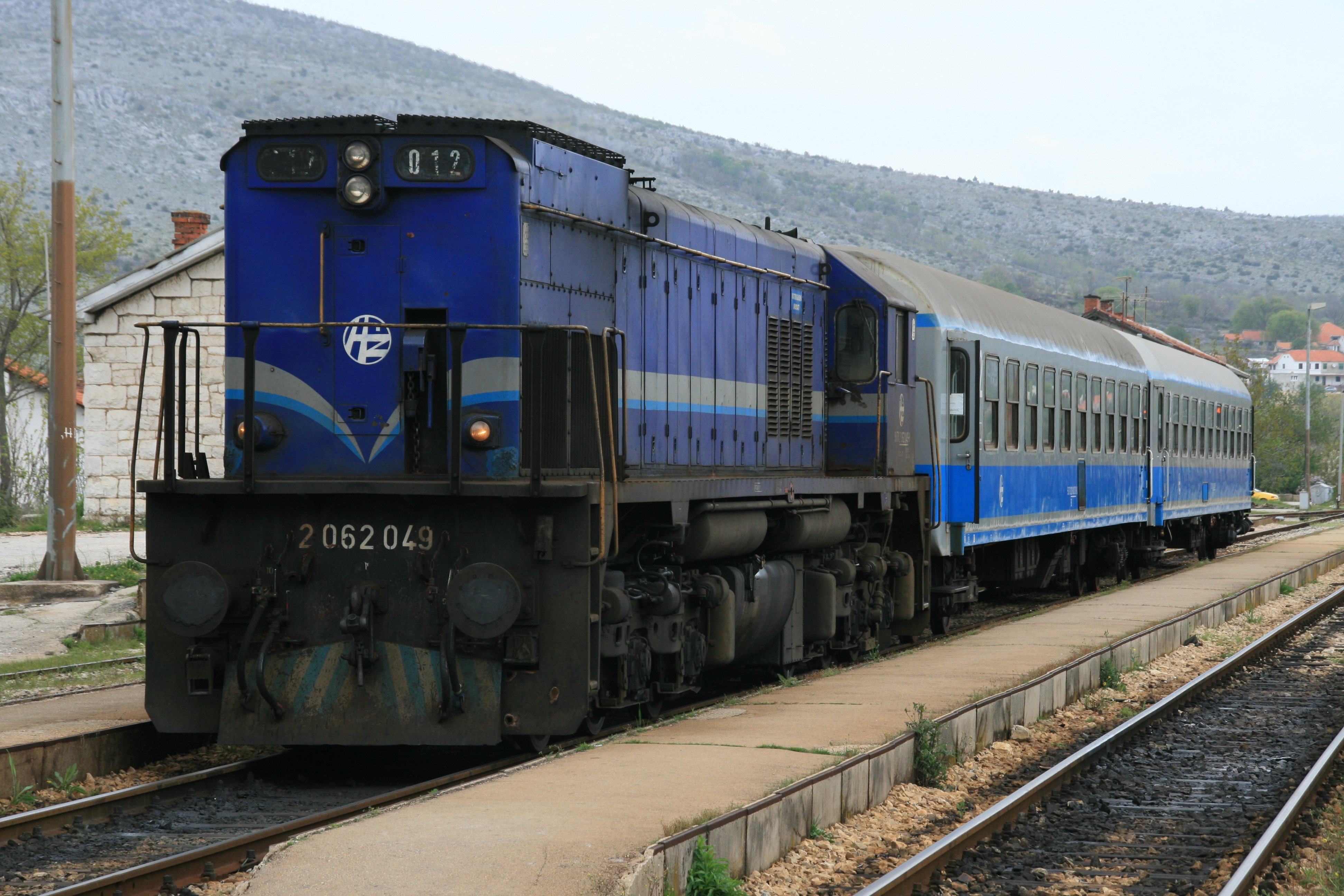
2062 049 in Perković (April 2008)
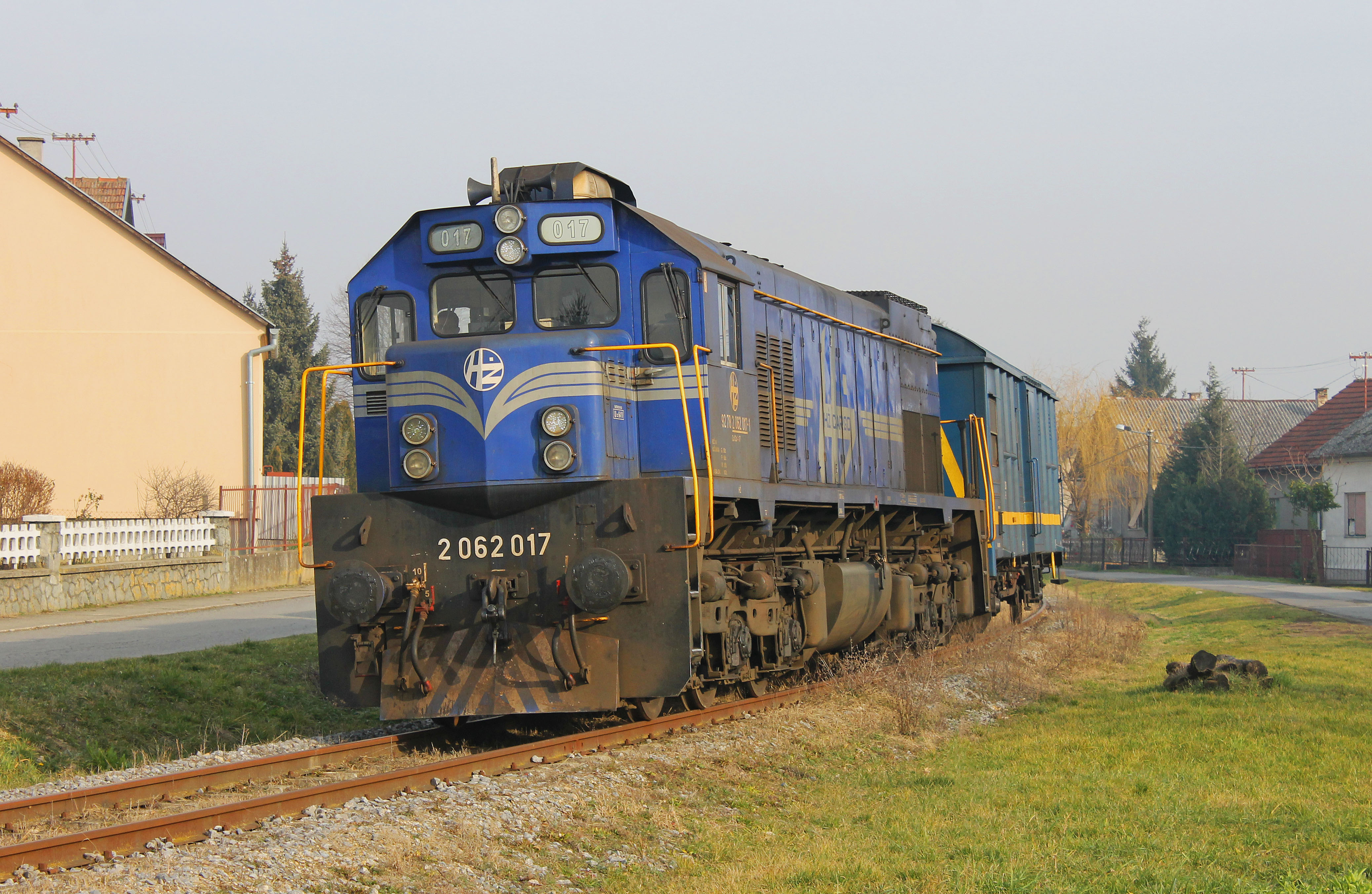
2062 017 in Valpovo (Januar 2018)

### JŽ-Baureihe 664.1
Da sich die 64 Lokomotiven des als Baureihe 664 bezeichneten Modells G26CW bewährten, ließen die JŽ 1984 und 1985 weitere 20 Lokomotiven des technisch abweichenden Typs G26HW-2 in Lizenz bei Đuro Đaković im jugoslawischen Slavonski Brod bauen. Die Lokomotiven wurden als Unterbaureihe 664.1 eingereiht und mit den Nummern 664-101 bis 664-120 vom ŽTP Ljubljana übernommen. Die ersten beiden Fahrzeuge kamen im November 1984 in Ljubljana an. 6 Lokomotiven wurden in Divača und 12 in Maribor stationiert. Da in der Zeit ihrer Auslieferung Ronald Reagan Präsident der Vereinigten Staaten war, bekam die 664.1 den Spitznamen Regan. Im Gegensatz zur 664.0 besaß die 664.1 werksseitig einen Heizgenerator und konnte daher von Beginn an im Reisezugdienst eingesetzt werden. Dennoch waren die Lokomotiven hauptsächlich im Güterverkehr auf den Strecken Pragersko–Čakovec–Kotoriba, Jesenicami–Nova Gorica, Divača–Pula und Divača–Koper im Einsatz. Mit dem Zerfall Jugoslawiens befanden sich die 20 Lokomotiven der Baureihe 664.1 auf dem Gebiet Sloweniens und wurden daher von den Slovenske železnice (SŽ) übernommen. Die Nummerierung der JŽ wurde bei der Übernahme beibehalten. 13 Maschinen wurden in Maribor stationiert, die übrigen 7 in Nova Gorica. Aufgrund von Bauarbeiten waren die Lokomotiven in den Jahren 2014 und 2015 auf dem Abschnitt Borovnica-Pivka der Strecke Ljubljana-Sežana im Einsatz. Mit dem Abschluss der Elektrifizierung der Strecke Pragersko–Hodoš entfiel 2016 eine bedeutende Einsatzstrecke für die slowenischen Diesellokomotiven. Im selben Jahr wurde die 664-117 als erste Lokomotive der Baureihe 664.1 ausgemustert. 6 Fahrzeuge werden seit 2021 an Srbija Kargo nach Serbien vermietet und auch in Kroatien werden gelegentlich Lokomotiven der Baureihe 664.1 im Güterzugdienst eingesetzt. Die Ausmusterung der verbleibenden Fahrzeuge ist aufgrund ihres Alters und des mangelnden Bedarfs bei den SŽ abzusehen.

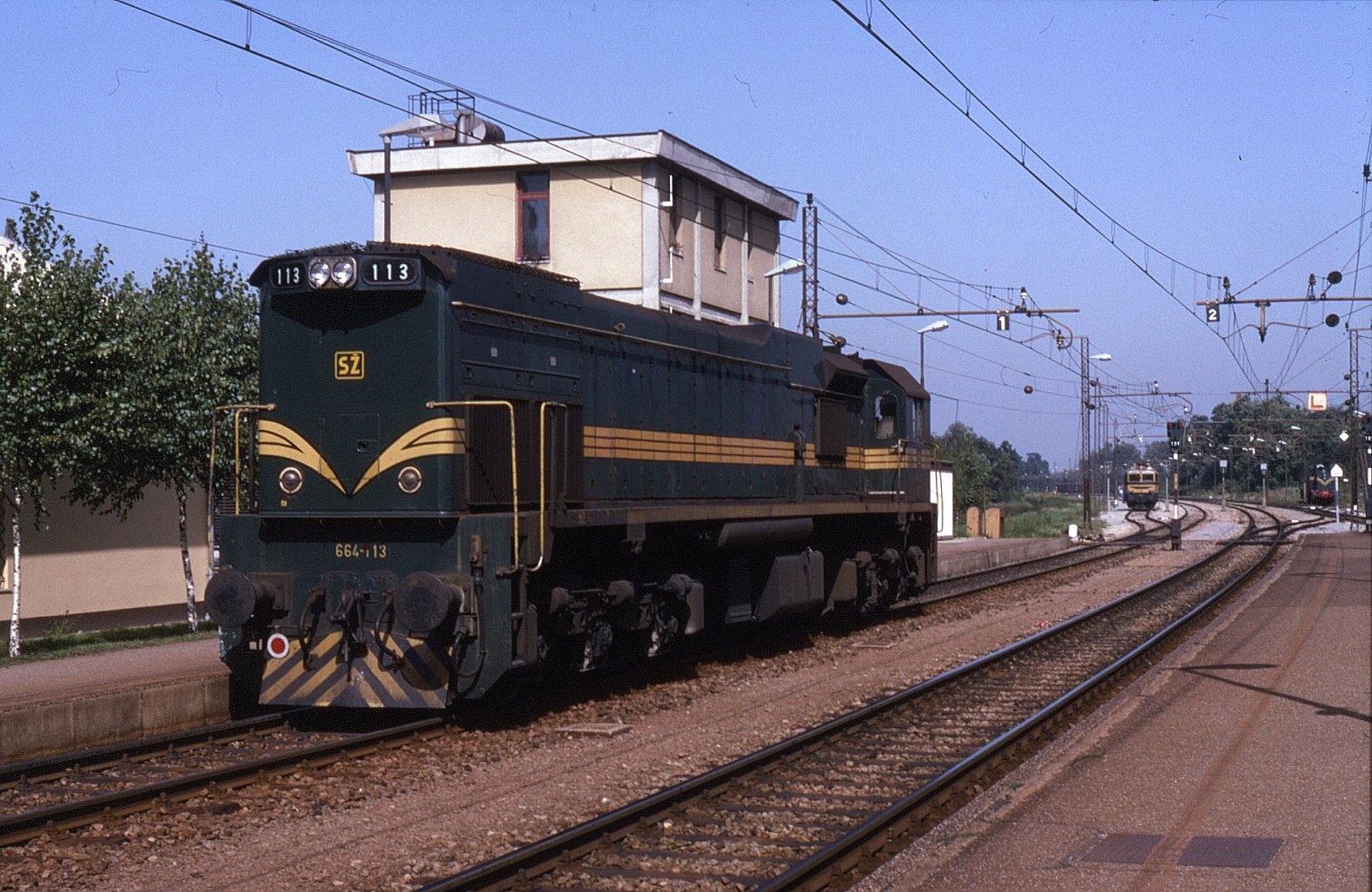
664-113 in Pragersko (September 1994)
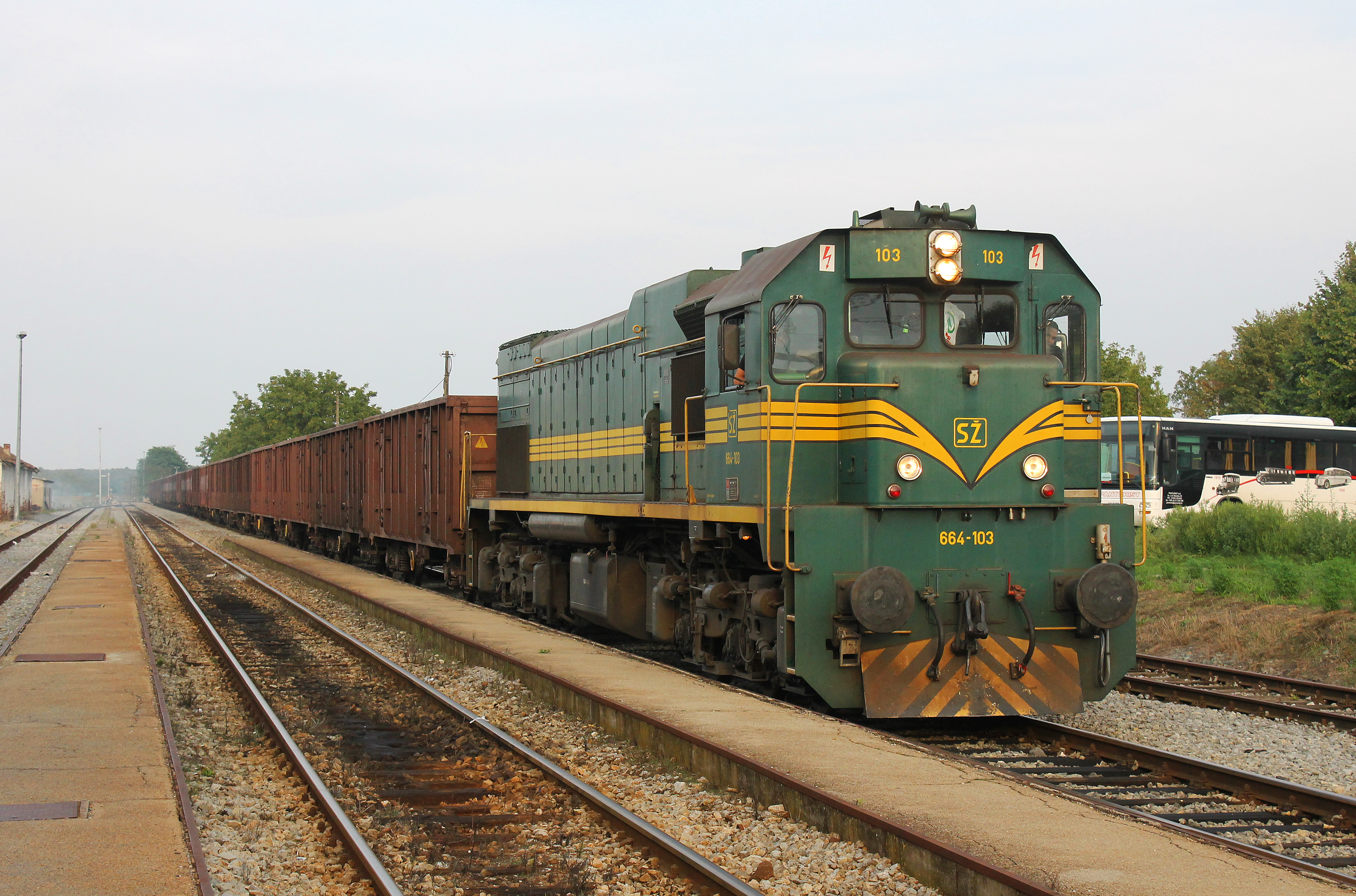
664-103 in Koška (September 2017)

### Farbgebung
Zur Auslieferung hatten die Lokomotiven dunkelgrün lackierte Aufbauten mit drei waagerechten goldenen Zierbändern, die an den Stirnseiten bogenförmig in einer nach unten zeigenden Spitze zusammenliefen. Auf beiden Längsseiten wurden die Zierbänder vom Schriftzug „JUGOSLAVENSKE ŽELJEZNICE“ unterbrochen. Rahmen und Drehgestelle waren schwarz lackiert, die Stirnplatten dunkelgrün und die Räumschilde schwarz-gelb gestreift.
Bis nach 2000 behielten einige Lokomotiven der HŽ den alten dunkelgrünen Anstrich, obwohl in Kroatien bereits ab 1994 ein neues Farbschema zur Anwendung kam. Bei diesem waren die Aufbauten dunkelblau lackiert, Rahmen, Drehgestelle und Stirnplatten schwarz und die Räumschilde hellblau-weiß gestreift. Die drei schmalen goldenen Zierbänder wurden durch zwei breitere in Silber und Hellblau ersetzt. Die zur Baureihe 2062.1 umgebauten Fahrzeuge erhielten stattdessen Zierbänder in Gold und Hellblau, was die Unterscheidung von der 2062.0 erleichterte. HŽ Vuča vlakova führte 2011 für die 2062.0 wieder dreiteilige Zierbänder in einheitlichem Silber ein, die auch nach der Übernahme durch HŽ Cargo im Jahr 2012 weiterhin verwendet wurden. 2017 führte HŽ Cargo ein völlig neues Farbschema in Anlehnung an die Flagge Kroatiens ein, bei dem die Aufbauten rot, weiß und blau gestreift sind. Dieses wird unter anderem für einige Lokomotiven der Unterbaureihe 2062.1 verwendet.
Während in Kroatien schon früh eine Alternative zu den alten Farben der JŽ erarbeitet wurde, übernahmen die SŽ, wie auch die ŽS, das dunkelgrüne Farbschema der JŽ nahezu unverändert und verwenden es bis heute.

## Technische Beschreibung

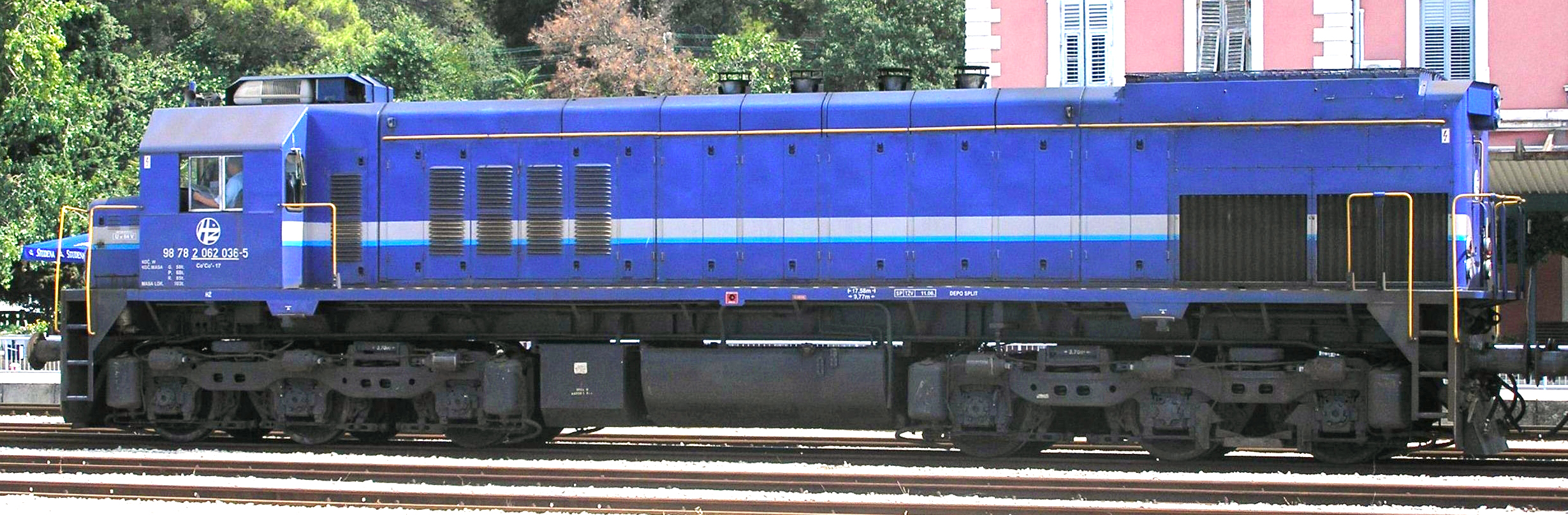
Seitenansicht der 2062 036

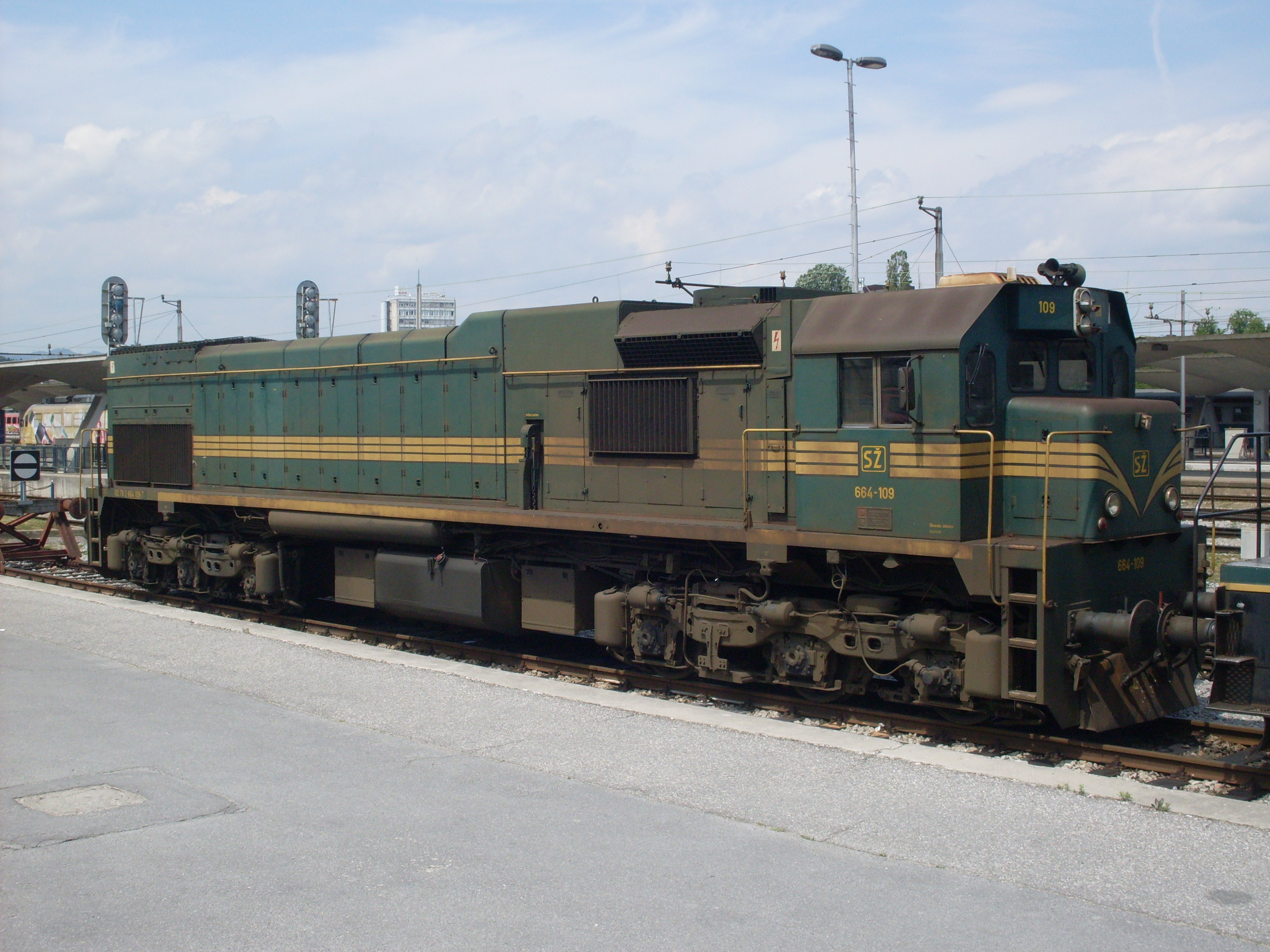
Seitenansicht der 664-109

### Allgemeiner Aufbau
Der in Schweißtechnik gefertigte Hauptrahmen stützt sich über zwei H-förmige Wiegen auf die beiden dreiachsigen Gussrahmendrehgestelle nordamerikanischer Bauart mit asymmetrischem Achsstand, welche Schraubenfedern als Primär- und Sekundärfederung besitzen. Die Verbindung zwischen Hauptrahmen und Wiegen wird durch Drehpfannen hergestellt. Den Abschluss des Lokomotivrahmens bildet an jedem Ende eine Stirnplatte, welche als Pufferträger und mit einem über den Gleisen angebrachten Räumschild als Bahnräumer dient. Eine Sandstreueinrichtung mit vier Vorratsbehältern pro Drehgestell und einem Sandvorrat von insgesamt 340 l kann die Haftreibung zwischen Rad und Schiene erhöhen. Die Dienstmasse der 664.0 liegt bei 103 t, die der 2062.1 bei 104,5 t. Die 664.1 verfügt über zusätzliche Ausrüstung und einen längeren Hauptrahmen, weshalb ihre Dienstmasse mit 113 t deutlich höher ausfällt. Die Reibungsmasse gleicht der Dienstmasse, da alle Radsätze angetrieben werden. Die mittlere Achslast beträgt mit vollen Vorräten 17,2 t bei der 664.0, 17,4 t bei der 2062.1 und 18,8 t bei der 664.1. Der Hauptrahmen trägt den kurzen Vorbau, den Führerstand und die Aufbauten des Maschinenraums, wobei der Vorbau und der über Außentüren zugängliche Maschinenraum zwischen seitlichen Umläufen angeordnet und daher schmaler als der Führerstand sind. Die 664.0 besitzt am führerstandslosen Ende einen schmalen, durch Geländer geschützten Übergang, der bei der 664.1 und der 2062.1 nicht mehr vorhanden ist.
Der im Falle der 2062.1 beheizbare Vorbau beinhaltet ein Druckluftgerüst und die PZB-Fahrzeugeinrichtung. Ein vom Führerstand aus erreichbarer Kühlschrank und Herd für das Lokomotivpersonal sind bei der 2062.1 ebenfalls im Vorbau untergebracht. Der Vorbau der 664.0 hat eine senkrecht gefaltete Stirnwand, der der 664.1 und 2062.1 dagegen eine flache Stirnwand. Die 664.0 besaß ursprünglich schräg zu den Seiten gestellte Signalleuchten, die bei vielen Fahrzeugen später durch neue, parallel zu den Gleisen gerichtete Signalleuchten ersetzt wurden. Deutlich später bekamen viele Lokomotiven der HŽ sowie der SŽ eine LED-Spitzenbeleuchtung.

### Führerstand
Der Führerstand besitzt zwei diagonal gegenüberliegende Türen, die jeweils auf der linken Seite angeordnet sind, zwei Seitenfenster, vier Fenster in der Stirnwand und zwei Fenster in der Rückwand. Der Lokomotivführer kann seine Position der Fahrtrichtung anpassen und sitzt dabei jeweils auf der rechten Seite des Führerstandes. Die Anordnung der Bedienelemente entspricht dem nordamerikanischen Standard. Mit dem achtstufigen Fahrschalter reguliert der Lokomotivführer die Drehzahl des Dieselmotors und damit die Antriebsleistung. Ursprünglich war eine Totmanneinrichtung vorhanden, die später zumeist durch eine Sicherheitsfahrschaltung ersetzt wurde. Bei Fahrten mit dem langen Aufbau des Maschinenraums voraus führt dieser zu einer erheblichen Einschränkung der Sichtverhältnisse, weshalb die Begleitung des Lokomotivführers durch einen Beimann auf der linken Seite des Führerstandes erforderlich ist. Bei den HŽ und den SŽ erhielten die meisten Fahrzeuge nachträglich eine auf dem Führerhausdach montierte Klimaanlage.

### Maschinenraum
Hinter dem Führerstand ist die elektrische Steuerungstechnik der Lokomotive angeordnet. Bei der 664.0 befindet sich dahinter der mechanisch vom Dieselmotor angetriebene zweistufige Kolbenluftpresser des Typs Westinghouse WBO 8103 zur Versorgung der beiden Hauptluftbehälter, während bei der 664.1 in diesem Bereich des Maschinenraums die durch einen eigenen Dachlüfter gekühlten Heizwiderstände der Widerstandsbremse sowie der darunterliegende Heizgenerator für die Versorgung der Zugsammelschiene angeordnet sind. Dahinter folgt die aus dem Dieselmotor und dem Hauptgenerator bestehende Antriebsanlage, wobei sich der Generator in Richtung des Führerstandes vor dem Motor befindet. Vor und über dem Hauptgenerator sind der Hauptgeneratorlüfter, bei der 664.0 und 2062.1 der Fahrmotorlüfter des vorderen Drehgestells, bei der 664.1 der Fahrmotorlüfter beider Drehgestelle, sowie der Luftfilter des Dieselmotors angeordnet. Beide Unterbaureihen der JŽ-Baureihe 664 besitzen einen Dieselmotor des Typs EMD 16-645E. Dieser ist ein wassergekühlter Sechzehnzylinder-V-Motor mit zwei Roots-Gebläsen, arbeitet nach dem Zweitaktprinzip mit Gleichstromspülung, besitzt einen Woodward-Regler und erreicht bei einer Drehzahl von 900 min−1 eine Leistung von 1640 kW. Die Zylinder besitzen einen Innendurchmesser von 230 mm und einen Kolbenhub von 254 mm. Daraus ergibt sich ein Hubraum von 10,6 l pro Zylinder und 169,1 l des gesamten Motors. Es sind rund 760 l Schmieröl und 830 l Kühlwasser vorhanden. Die Verbrennungsabgase werden aus den Zylindern in zwei über dem Motor abgeordnete Schalldämpfer geleitet und von diesen über jeweils zwei Auslassrohre durch das Maschinenraumdach in die Umgebung abgeführt. Der vom Dieselmotor angetriebene Gleichstrom-Hauptgenerator vom Typ EMD D32T, bei der 664.1 der Wechselstrom-Hauptgenerator vom Typ EMD AR6DE-D18, versorgt die sechs Tatzlager-Gleichstromfahrmotoren, bei der 664.0 vom Typ EMD D77B, bei der 664.1 vom Typ EMD D77C, die paarweise in Reihe geschaltet sind. Der Hilfsgenerator, bei der 664.0 vom Typ EMD A8102-A3, bei der 664.1 vom Typ EMD A8147, mit einer Leistung von 18 kW speist das Bordnetz für die Hilfsbetriebe und die Aufladung der Starterbatterien. Der bei der 664.0 ab 1985 nachgerüstete und bei der 664.1 bereits werksseitig vorhandene Drehstromheizgenerator mit einer Leistung von 375 kW versorgt über Gleichrichter die mit 1500 V Gleichspannung betriebene Zugsammelschiene zur Beheizung von Reisezugwagen. Bei der modernisierten 2062.1 liefert ein zusätzlicher Drehstromhilfsgenerator mit einer Leistung von 85 kW den Strom für die neu eingebauten elektrisch angetriebenen Kühlerlüfter. Hinter dem Dieselmotor, dessen vorderes Ende nach hinten gerichtet ist, sind Ausgleichsbehälter, Filter und Pumpen für Schmieröl, Dieselkraftstoff und Kühlwasser sowie bei der 664.1 ein Luftpresser vom Typ Westinghouse WBO 8103, bei der 2062.1 vom Typ Gardner Denver VLNA9ASX, untergebracht. Den hinteren Abschluss des Maschinenraums bildet die Kühlanlage des Dieselmotors. Unter den Wärmetauschern befindet sich bei der 664.0 ein mechanisch vom Dieselmotor angetriebener Kühlerlüfter, während bei der 664.1 sowie der 2062.1 zwei elektrisch angetriebene Kühlerlüfter vorhanden sind. Die Kühlluft wird durch seitliche Jalousien angesaugt und durch Gitter im Dach nach oben ausgestoßen. Unterhalb der Kühlanlage ist bei der 664.0 und 2062.1 der Fahrmotorlüfter des hinteren Drehgestells platziert.

### Sonstiges
Unter dem Hauptrahmen zwischen den Drehgestellen ist der Batteriekasten mit den Starterbatterien, welche zum Starten des Dieselmotors mithilfe des Hauptgenerators dienen, angeordnet. Die Nickel-Cadmium-Akkumulatoren mit einer Nennspannung von 64 V haben eine Kapazität von 179 Ah und werden im Betrieb durch den Hilfsgenerator geladen. Hinter dem Batteriekasten befindet sich der Dieselkraftstofftank mit einem Fassungsvermögen von 4025 l bei der 664.0 beziehungsweise 4540 l bei der 664.1 und 4580 l bei der 2062.1.
Das Fahrzeug verfügt über eine indirekt wirkende Druckluftbremse als Zugbremse, eine direkt wirkende Druckluft-Zusatzbremse als Lokomotivbremse und eine Handbremse zur Sicherung im Stand. Die pneumatische Bremsausrüstung der Bauart 26C stammt von Westinghouse. Es sind zwei Hauptluftbehälter vorhanden, die bei der 664.0 gemeinsam auf der rechten Seite und bei der 664.1 sowie der 2062.1 einzeln auf jeder Seite längs am Rahmen angebracht sind. Bei der 664.1 ist zusätzlich eine Widerstandsbremse mit einer Leistung von 1430 kW vorhanden. Die 2062.1 besitzt eine Mehrfachtraktionssteuerung für die gemeinsame Bedienung von bis zu 5 Lokomotiven durch einen Lokomotivführer. Das Übersetzungsverhältnis zwischen Fahrmotor und Radsatz beträgt 1 : 3,53 (60 : 17). Die höchste zulässige Geschwindigkeit der 664.0 und 2062.1 liegt bei 124 km/h, die der 664.1 bei 105 km/h.

## Fahrzeugliste
| Fabriknummer | JŽ      | HŽ         | ŽS      | SŽ      | Baujahr | Verbleib |
| ------------ | ------- | ---------- | ------- | ------- | ------- | --- |
| GM A2761     | 664-001 | 2062 045   |         |         | 1973    | ab 1991 Teil des Panzerzuges HOV Split I; heute im Besitz des Kroatischen Eisenbahnmuseums, seit 2015 Denkmal in Split Predgrađe |
| GM A2762     | 664-002 | 2062 046   |         |         | 1973    | verkauft an NRE (USA); weiterverkauft an UGOFE (Argentinien) September 2009, neue Betriebsnummer 1001                            |
| GM A2763     | 664-003 | 2062 019   |         |         | 1973    | |
| GM A2764     | 664-004 | 2062 001   |         |         | 1973    | |
| GM A2765     | 664-005 | 2062 051   |         |         | 1973    | |
| GM A2766     | 664-006 | (2062 052) |         |         | 1973    | verblieben bei ŽS (Serbien); ausgemustert 2017                                                                                   |
| GM A2767     | 664-007 | 2062 047   |         |         | 1973    | verkauft an NRE (USA) |
| GM A2768     | 664-008 | 2062 053   |         |         | 1973    | Umbau zu 2062 203; verkauft an NRE (USA), vermietet an RCC                                                                       |
| GM A2769     | 664-009 | 2062 020   |         |         | 1973    | Umbau zu 2062 113 |
| GM A2770     | 664-010 | 2062 021   |         |         | 1973    | Umbau zu 2062 104 |
| GM A2771     | 664-011 | 2062 002   |         |         | 1973    | verkauft an NRE (USA); weiterverkauft an UGOFE (Argentinien) September 2009, neue Betriebsnummer 1002                            |
| GM A2772     | 664-012 | 2062 054   |         |         | 1973    | verkauft an NRE (USA) |
| GM A2773     | 664-013 | 2062 055   |         |         | 1973    | ab 1991 Teil des Panzerzuges Krajina Ekspres, später Panzerung entfernt und wieder regulär eingesetzt                            |
| GM A2774     | 664-014 | 2062 056   |         |         | 1973    | |
| GM A2775     | 664-015 | 2062 022   |         |         | 1973    | Umbau zu 2062 110 |
| GM A2776     | 664-016 | 2062 037   |         |         | 1973    | Umbau zu 2062 109 |
| GM A2777     | 664-017 | 2062 003   |         |         | 1973    | Umbau zu 2062 112 |
| GM A2778     | 664-018 | 2062 038   |         |         | 1973    | |
| GM A2779     | 664-019 | 2062 004   |         |         | 1973    | Umbau zu 2062 201; verkauft an NRE (USA), vermietet an RCC                                                                       |
| GM A2780     | 664-020 | 2062 005   |         |         | 1973    | Umbau zu 2062 101 |
| GM A2781     | 664-021 | 2062 048   |         |         | 1973    | verkauft an NRE (USA); weiterverkauft an Vale Mozambique (Mosambik), neue Betriebsnummer 002                                     |
| GM A2782     | 664-022 | 2062 006   |         |         | 1973    | verkauft an NRE (USA); weiterverkauft an Ferrosur Roca (Argentinien) Dezember 2011, neue Betriebsnummer 2006                     |
| GM A2783     | 664-023 | 2062 039   |         |         | 1973    | verkauft an NRE (USA) |
| GM A2784     | 664-024 | 2062 040   |         |         | 1973    | Umbau zu 2062 118 |
| GM A2785     | 664-025 | 2062 049   |         |         | 1973    | |
| GM A2786     | 664-026 | 2062 023   |         |         | 1973    | Umbau zu 2062 116 |
| GM A2787     | 664-027 | 2062 041   |         |         | 1973    | |
| GM A2788     | 664-028 | 2062 007   |         |         | 1973    | Umbau zu 2062 111 |
| GM A2789     | 664-029 | 2062 008   |         |         | 1973    | |
| GM A2790     | 664-030 | 2062 009   |         |         | 1973    | Umbau zu 2062 103 |
| GM A2791     | 664-031 | 2062 042   |         |         | 1973    | |
| GM A2792     | 664-032 | 2062 024   |         |         | 1973    | |
| GM A2793     | 664-033 | 2062 025   |         |         | 1973    | |
| GM A2794     | 664-034 | 2062 026   |         |         | 1973    | |
| GM A2795     | 664-035 | 2062 027   |         |         | 1973    | Umbau zu 2062 107 |
| GM A2796     | 664-036 | (2062 057) |         |         | 1973    | verblieben bei ŽS (Serbien) |
| GM A2797     | 664-037 | 2062 028   |         |         | 1973    | Umbau zu 2062 108 |
| GM A2798     | 664-038 | 2062 029   |         |         | 1973    | |
| GM A2799     | 664-039 | 2062 030   |         |         | 1973    | |
| GM A2800     | 664-040 | (2062 058) |         |         | 1973    | verblieben bei ŽS (Serbien) |
| GM A2801     | 664-041 | 2062 031   |         |         | 1973    | verkauft an NRE (USA); weiterverkauft an Vale Mozambique (Mosambik), neue Betriebsnummer 001                                     |
| GM A2802     | 664-042 | 2062 032   |         |         | 1973    | Umbau zu 2062 105 |
| GM A2803     | 664-043 | 2062 012   |         |         | 1973    | verkauft an NRE (USA) |
| GM A2804     | 664-044 | 2062 033   |         |         | 1973    | Umbau zu 2062 117 |
| GM A2805     | 664-045 | 2062 034   |         |         | 1973    | Umbau zu 2062 102 |
| GM A2806     | 664-046 | 2062 043   |         |         | 1973    | Umbau zu 2062 119 |
| GM A2807     | 664-047 | 2062 013   |         |         | 1973    | Umbau zu 2062 106 |
| GM A2808     | 664-048 | 2062 014   |         |         | 1973    | |
| GM A2809     | 664-049 | 2062 015   |         |         | 1973    | Umbau zu 2062 114 |
| GM A2810     | 664-050 | 2062 016   |         |         | 1973    | |
| GM A2811     | 664-051 | 2062 017   |         |         | 1973    | |
| GM A2812     | 664-052 | 2062 018   |         |         | 1973    | |
| GM A2813     | 664-053 | 2062 050   |         |         | 1973    | Umbau zu 2062 202, verkauft an NRE, vermietet an RCC                                                                             |
| GM A2814     | 664-054 | 2062 035   |         |         | 1973    | Umbau zu 2062 115 |
| GM A2815     | 664-055 | 2062 036   |         |         | 1973    | |
| GM A2816     | 664-056 | 2062 010   |         |         | 1973    | verkauft an NRE (USA) |
| GM A2817     | 664-057 | 2062 044   |         |         | 1973    | Umbau zu 2062 120 |
| GM A2818     | 664-058 | 2062 011   |         |         | 1973    | verkauft an NRE (USA); weiterverkauft an Ferrosur Roca (Argentinien) Dezember 2011, neue Betriebsnummer 2007                     |
| GM A3853     | 664-059 |            | 664-059 |         | 1980    | |
| GM A3854     | 664-060 |            | 664-060 |         | 1980    | ausgemustert |
| GM A3855     | 664-061 |            | 664-061 |         | 1980    | ausgemustert 2017 |
| GM A3856     | 664-062 |            | 664-062 |         | 1980    | verblieben im Kosovo, zerlegt 2021                                                                                               |
| GM A3857     | 664-063 |            | 664-063 |         | 1980    | ausgemustert 2018 |
| GM A3858     | 664-064 |            | 664-064 |         | 1980    | ausgemustert 2018 |
| ÐÐ 1253      | 664-101 |            |         | 664-101 | 1984    | vermietet an Srbija Kargo (Serbien) ab August 2021                                                                               |
| ÐÐ 1254      | 664-102 |            |         | 664-102 | 1984    | |
| ÐÐ 1255      | 664-103 |            |         | 664-103 | 1984    | |
| ÐÐ 1256      | 664-104 |            |         | 664-104 | 1984    | |
| ÐÐ 1257      | 664-105 |            |         | 664-105 | 1984    | vermietet an Srbija Kargo (Serbien) ab April 2021                                                                                |
| ÐÐ 1258      | 664-106 |            |         | 664-106 | 1984    | vermietet an Srbija Kargo (Serbien) ab August 2021                                                                               |
| ÐÐ 1259      | 664-107 |            |         | 664-107 | 1984    | |
| ÐÐ 1260      | 664-108 |            |         | 664-108 | 1984    | |
| ÐÐ 1261      | 664-109 |            |         | 664-109 | 1984    | |
| ÐÐ 1262      | 664-110 |            |         | 664-110 | 1984    | |
| ÐÐ 1263      | 664-111 |            |         | 664-111 | 1984    | vermietet an Srbija Kargo (Serbien) ab Januar 2021                                                                               |
| ÐÐ 1264      | 664-112 |            |         | 664-112 | 1984    | vermietet an Srbija Kargo (Serbien) ab Januar 2021                                                                               |
| ÐÐ 1265      | 664-113 |            |         | 664-113 | 1984    | |
| ÐÐ 1266      | 664-114 |            |         | 664-114 | 1984    | vermietet an Srbija Kargo (Serbien) ab April 2021                                                                                |
| ÐÐ 1267      | 664-115 |            |         | 664-115 | 1984    | |
| ÐÐ 1268      | 664-116 |            |         | 664-116 | 1984    | |
| ÐÐ 1269      | 664-117 |            |         | 664-117 | 1985    | ausgemustert 2016 |
| ÐÐ 1270      | 664-118 |            |         | 664-118 | 1985    | ausgemustert 2017 |
| ÐÐ 1271      | 664-119 |            |         | 664-119 | 1985    | |
| ÐÐ 1272      | 664-120 |            |         | 664-120 | 1985    | |
| Quellen:     |         |            |         |         |         | |